# Lista de senadores do Brasil da 20.ª legislatura
Esta é a lista de senadores do Brasil da 20.ª legislatura do Congresso Nacional. Inclui-se o nome civil dos parlamentares, o partido ao qual eram filiados na data da posse, sua unidade federativa de origem, bem como outras informações. Esta legislatura do Senado Federal durou de 1886 a 1889.

## Presidentes
| Nome do senador | Nome do senador                                           | Imagem | Início do mandato | Fim do mandato | Partido             | Província      | Referências       |
| --------------- | --------------------------------------------------------- | ------ | ----------------- | -------------- | ------------------- | -------------- | ----------------- |
|                 | Brás Carneiro Nogueira da Costa e Gama Conde de Baependi  |        | 1885              | 1887           | Partido Liberal     | Rio de Janeiro | [ 2 ] [ 3 ] [ 4 ] |
|                 | João Lins Vieira Cansanção de Sinimbu Visconde de Sinimbu |        | 1887              | 1888           | Partido Liberal     | Alagoas        | [ 2 ] [ 5 ]       |
|                 | Antônio Cândido da Cruz Machado Visconde de Serro Frio    |        | 1888              | 1888           | Partido Conservador | Minas Gerais   | [ 2 ] [ 6 ] [ 7 ] |
|                 | Paulino José Soares de Sousa                              |        | 1889              | 1889           | Partido Conservador | Rio de Janeiro | [ 2 ] [ 8 ] [ 9 ] |

## Senadores
Após a declaração da Independência do Brasil, o novo monarca, Dom Pedro I outorga em 1824 uma nova Constituição. Pela Carta Magna do Império, o Brasil era uma monarquia centralizada na figura do Imperador e dividida em quatro poderes: executivo (o monarca e seus ministros), judicial (juízes), moderador (Imperador) e o legislativo, formado pelo Senado e pela Câmara dos Deputados.
Durante o Império do Brasil (1822–1889), todos os senadores eram nomeados de forma vitalícia. Além de ser vitalício, o cargo era exclusivo de brasileiros natos ou naturalizados e exigia a idade mínima de quarenta anos e renda anual mínima de oitocentos mil réis.
Cada senador era nomeado diretamente pelo Imperador, a quem era apresentada uma lista tríplice com candidatos eleitos nas províncias por votação majoritária e indireta. Os representantes das províncias no Senado Imperial eram escolhidos mediante critérios como experiência em funções públicas e também nobilitação.
Os senadores eram considerados "augustos e digníssimos senhores representantes da Nação" e seu cargo era sinal de importante distinção para homens dedicados à vida pública. Praticamente todos os senadores já haviam sido deputados gerais e provinciais e mais da metade deles foi ministro de Estado ou presidente de província.
O prestígio do Senado também revelava-se no fato de que os príncipes pertencentes à linha sucessória do trono brasileiro – os príncipes imperiais do Brasil, os príncipes do Grão-Pará e os príncipes do Brasil –, segundo o artigo 46 da Constituição do Império de Brasil de 1824, tinham direito a um assento na câmara alta assim que chegassem à idade de vinte e cinco anos. Com esta prerrogativa, a princesa Isabel foi a primeira senadora do Brasil – único caso de um membro da realeza brasileira que conseguiu desfrutar de tal mecanismo constitucional; a primeira senadora brasileira eleita por voto popular foi, contudo, Eunice Mafalda Berger Michiles.
| Imagem                                      | Nome                                                               | Início de mandato       | Fim de mandato          | Partido                 | Observações                                            | Referências e notas             |
| Casa Imperial do Brasil                     | Casa Imperial do Brasil                                            | Casa Imperial do Brasil | Casa Imperial do Brasil | Casa Imperial do Brasil | Casa Imperial do Brasil                                | Casa Imperial do Brasil         |
| ------------------------------------------- | ------------------------------------------------------------------ | ----------------------- | ----------------------- | ----------------------- | ------------------------------------------------------ | ------------------------------- |
|                                             | Isabel Princesa Imperial do Brasil                                 | 1871                    | 1889                    | —                       |                                                        | [ nota 1 ] [ 13 ] [ 15 ] [ 16 ] |
| Província de Alagoas                        |                                                                    |                         |                         |                         |                                                        |                                 |
|                                             | Jacinto Pais de Mendonça                                           | 1871                    | 1889                    | Partido Conservador     |                                                        | [ 17 ] [ 18 ]                   |
|                                             | João Lins Vieira Cansanção de Sinimbu Visconde de Sinimbu          | 1858                    | 1889                    | Partido Liberal         |                                                        | [ 5 ] [ 19 ] [ 20 ]             |
| Província do Amazonas                       |                                                                    |                         |                         |                         |                                                        |                                 |
|                                             | Ambrósio Leitão da Cunha Barão de Mamoré                           | 1870                    | 1889                    | Partido Conservador     |                                                        | [ 21 ] [ 22 ]                   |
| Província da Bahia                          |                                                                    |                         |                         |                         |                                                        |                                 |
|                                             | João Mauricio Wanderley Barão de Cotegipe                          | 1856                    | 1889                    | Partido Conservador     |                                                        | [ 23 ] [ 24 ]                   |
|                                             | Luís Antônio Pereira Franco Barão de Pereira Franco                | 1888                    | 1889                    | Partido Conservador     |                                                        | [ 25 ] [ 26 ] [ 27 ]            |
|                                             | Manuel Pinto de Sousa Dantas                                       | 1879                    | 1889                    | Partido Liberal         |                                                        | [ 28 ]                          |
|                                             | Joaquim Jerônimo Fernandes da Cunha                                | 1871                    | 1889                    | Partido Conservador     |                                                        | [ 29 ] [ 30 ]                   |
|                                             | João José de Oliveira Junqueira                                    | 1873                    | 1887                    | Partido Conservador     | faleceu no exercício do cargo em 9 de novembro de 1887 | [ 31 ]                          |
|                                             | Pedro Leão Veloso                                                  | 1879                    | 1889                    | Partido Liberal         |                                                        | [ 32 ] [ 33 ]                   |
|                                             | Manuel Vieira Tosta Marquês de Muritiba                            | 1851                    | 1889                    | Partido Conservador     |                                                        | [ 34 ]                          |
|                                             | José Antônio Saraiva                                               | 1869                    | 1893                    | Partido Liberal         |                                                        | [ 35 ]                          |
| Província do Ceará                          |                                                                    |                         |                         |                         |                                                        |                                 |
|                                             | Liberato de Castro Carreira                                        | 1882                    | 1889                    | Partido Conservador     |                                                        | [ 36 ]                          |
|                                             | Vicente Alves de Paula Pessoa                                      | 1882                    | 1889                    | Partido Liberal         | faleceu no exercício do cargo em 31 de março de 1889   | [ 37 ] [ 38 ]                   |
|                                             | João Ernesto Viriato de Medeiros                                   | 1882                    | 1889                    | Partido Liberal         |                                                        | [ 39 ]                          |
|                                             | Domingos José Nogueira Jaguaribe Visconde de Jaguaribe             | 1870                    | 1889                    | Partido Conservador     |                                                        | [ 40 ]                          |
| Província do Espírito Santo                 |                                                                    |                         |                         |                         |                                                        |                                 |
|                                             | Cristiano Benedito Ottoni                                          | 1879                    | 1896                    | Partido Liberal         |                                                        | [ 41 ] [ 42 ]                   |
| Província de Goiás                          |                                                                    |                         |                         |                         |                                                        |                                 |
|                                             | José Inácio Silveira da Mota                                       | 1855                    | 1889                    | Partido Liberal         |                                                        | [ 43 ] [ 44 ]                   |
| Província do Maranhão                       |                                                                    |                         |                         |                         |                                                        |                                 |
|                                             | Felipe Franco de Sá                                                | 1882                    | 1889                    | Partido Liberal         |                                                        | [ 45 ] [ 46 ]                   |
|                                             | Antônio Marcelino Nunes Gonçalves Visconde de São Luis do Maranhão | 1865                    | 1889                    | Partido Conservador     |                                                        | [ 47 ]                          |
|                                             | Luiz Antônio Vieira da Silva Visconde de Vieira da Silva           | 1871                    | 1889                    | Partido Liberal         |                                                        | [ 48 ]                          |
| Província de Mato Grosso                    |                                                                    |                         |                         |                         |                                                        |                                 |
|                                             | Joaquim Raimundo de Lamare Visconde de Lamare                      | 1882                    | 1889                    | Partido Liberal         |                                                        | [ 49 ] [ 50 ]                   |
| Província de Minas Gerais                   |                                                                    |                         |                         |                         |                                                        |                                 |
|                                             | Afonso Celso de Assis Figueiredo Visconde de Ouro Preto            | 1879                    | 1889                    | Partido Liberal         |                                                        | [ 51 ]                          |
|                                             | Joaquim Antão Fernandes Leão                                       | 1871                    | 1887                    | Partido Liberal         | faleceu no exercício do cargo em 12 de abril de 1887   | [ 52 ]                          |
|                                             | Cândido Luis Maria de Oliveira                                     | 1887                    | 1889                    | Partido Liberal         |                                                        | [ 53 ] [ 54 ]                   |
|                                             | Antônio Cândido da Cruz Machado Visconde de Serro Frio             | 1874                    | 1889                    | Partido Conservador     |                                                        | [ 55 ]                          |
|                                             | Evaristo Ferreira da Veiga                                         | 1887                    | 1889                    | Partido Conservador     |                                                        | [ 56 ] [ 57 ]                   |
|                                             | José Rezende Monteiro 2.º Barão de Leopoldina                      | 1888                    | 1888                    | Partido Conservador     | faleceu no exercício do cargo em 10 de maio de 1888    | [ 58 ] [ 59 ]                   |
|                                             | Lafayette Rodrigues Pereira                                        | 1880                    | 1889                    | Partido Liberal         |                                                        | [ 60 ]                          |
|                                             | José Rodrigues de Lima Duarte Visconde de Lima Duarte              | 1884                    | 1889                    | Partido Liberal         |                                                        | [ 61 ]                          |
|                                             | Luís Carlos da Fonseca                                             | 1875                    | 1887                    | Partido Conservador     | faleceu no exercício do cargo em 21 de abril de 1887   | [ 62 ] [ 63 ]                   |
|                                             | Manuel José Soares                                                 | 1888                    | 1889                    | Partido Conservador     |                                                        | [ 64 ] [ 65 ] [ 66 ]            |
|                                             | Martinho Alvares da Silva Campos                                   | 1882                    | 1887                    | Partido Liberal         | faleceu no exercício do cargo em 29 de março de 1887   | [ 67 ]                          |
|                                             | José Joaquim Monteiro da Silva Barão de Santa Helena               | 1889                    | 1889                    | Partido Conservador     |                                                        | [ 68 ] [ 69 ]                   |
|                                             | Joaquim Delfino Ribeiro da Luz                                     | 1870                    | 1889                    | Partido Conservador     |                                                        | [ 70 ] [ 71 ]                   |
|                                             | Francisco de Paula da Silveira Lobo                                | 1869                    | 1886                    | Partido Liberal         | faleceu no exercício do cargo em 24 de abril de 1886   | [ 72 ]                          |
|                                             | Inácio Antônio de Assis Martins Visconde de Assis Martins          | 1884                    | 1889                    | Partido Conservador     |                                                        | [ 73 ] [ 74 ]                   |
| Província do Pará                           |                                                                    |                         |                         |                         |                                                        |                                 |
|                                             | Fausto Augusto de Aguiar                                           | 1877                    | 1889                    | Partido Conservador     |                                                        | [ 75 ] [ 76 ]                   |
|                                             | Antonio Joaquim Gomes do Amaral                                    | 1885                    | 1889                    | Partido Conservador     |                                                        | [ 77 ] [ 78 ]                   |
|                                             | Manuel José de Siqueira Mendes                                     | 1886                    | 1889                    | Partido Conservador     |                                                        | [ 79 ]                          |
| Província da Paraíba                        |                                                                    |                         |                         |                         |                                                        |                                 |
|                                             | Flávio Clementino da Silva Freire Barão de Mamanguape              | 1869                    | 1889                    | Partido Conservador     |                                                        | [ 80 ] [ 81 ]                   |
|                                             | João Florentino Meira de Vasconcelos                               | 1882                    | 1889                    | Partido Liberal         |                                                        | [ 82 ] [ 83 ]                   |
| Província do Paraná                         |                                                                    |                         |                         |                         |                                                        |                                 |
|                                             | Manuel Francisco Correia                                           | 1877                    | 1889                    | Partido Conservador     |                                                        | [ 84 ] [ 85 ]                   |
| Província de Pernambuco                     |                                                                    |                         |                         |                         |                                                        |                                 |
|                                             | Francisco do Rego Barros Barreto                                   | 1871                    | 1889                    | Partido Conservador     |                                                        | [ 86 ] [ 87 ]                   |
|                                             | João Alfredo Correia Oliveira                                      | 1877                    | 1889                    | Partido Conservador     |                                                        | [ 88 ]                          |
|                                             | Luiz Felipe de Souza Leão                                          | 1880                    | 1889                    | Partido Liberal         |                                                        | [ 89 ] [ 90 ]                   |
|                                             | Francisco de Carvalho Soares Brandão                               | 1883                    | 1889                    | Partido Liberal         |                                                        | [ 91 ]                          |
|                                             | Álvaro Barbalho Uchôa Cavalcanti                                   | 1871                    | 1889                    |                         |                                                        | [ 92 ]                          |
|                                             | José Bento da Cunha Figueiredo Visconde de Bom Conselho            | 1871                    | 1889                    | Partido Conservador     |                                                        | [ 93 ] [ 94 ]                   |
| Província do Piauí                          |                                                                    |                         |                         |                         |                                                        |                                 |
|                                             | João Lustosa da Cunha Paranaguá 2.° Marquês de Paranaguá           | 1865                    | 1889                    | Partido Liberal         |                                                        | [ 95 ]                          |
| Província do Rio de Janeiro                 |                                                                    |                         |                         |                         |                                                        |                                 |
|                                             | Antônio Pinto Chichorro da Gama                                    | 1865                    | 1887                    | Partido Liberal         | faleceu no exercício do cargo em 10 de junho de 1887   | [ 96 ] [ 97 ] [ 98 ] [ 99 ]     |
|                                             | Brás Carneiro Nogueira da Costa e Gama Conde de Baependi           | 1872                    | 1887                    | Partido Liberal         | faleceu no exercício do cargo em 12 de maio de 1887    | [ 100 ]                         |
|                                             | Francisco Belisário Soares de Souza                                | 1887                    | 1889                    | Partido Conservador     |                                                        | [ 101 ] [ 102 ]                 |
|                                             | Francisco Otaviano de Almeida Rosa                                 | 1867                    | 1889                    | Partido Liberal         |                                                        | [ 103 ] [ 104 ]                 |
|                                             | Paulino José Soares de Sousa                                       | 1884                    | 1889                    | Partido Conservador     |                                                        | [ 8 ]                           |
|                                             | João Manuel Pereira da Silva                                       | 1888                    | 1889                    | Partido Conservador     |                                                        | [ 105 ]                         |
|                                             | Jerônimo José Teixeira Júnior Visconde do Cruzeiro                 | 1873                    | 1889                    | Partido Conservador     |                                                        | [ 106 ] [ 107 ]                 |
|                                             | Tomás José Coelho de Almeida                                       | 1887                    | 1889                    | Partido Conservador     |                                                        | [ 108 ]                         |
|                                             | Luiz Pedreira do Couto e Ferraz Visconde do Bom Retiro             | 1869                    | 1886                    | Partido Conservador     | faleceu no exercício do cargo em 7 de maio de 1886     | [ 109 ] [ 110 ]                 |
| Província do Rio Grande do Norte            |                                                                    |                         |                         |                         |                                                        |                                 |
|                                             | Diogo Velho Cavalcanti de Albuquerque Visconde de Cavalcanti       | 1877                    | 1889                    | Partido Conservador     |                                                        | [ 111 ] [ 112 ]                 |
| Província de Santa Catarina                 |                                                                    |                         |                         |                         |                                                        |                                 |
|                                             | Jesuíno Lamego da Costa 2.° Barão de Laguna                        | 1880                    | 1889                    | Partido Conservador     |                                                        | [ 113 ]                         |
|                                             | Alfredo Maria Adriano d'Escragnolle Taunay Visconde de Taunay      | 1886                    | 1889                    | Partido Conservador     |                                                        | [ 114 ] [ 115 ]                 |
| Província de São Paulo                      |                                                                    |                         |                         |                         |                                                        |                                 |
|                                             | Antônio da Silva Prado                                             | 1887                    | 1889                    | Partido Conservador     |                                                        | [ 116 ]                         |
|                                             | Francisco Antônio de Sousa Queirós Barão de Sousa Queirós          | 1848                    | 1889                    | Partido Liberal         |                                                        | [ 117 ]                         |
|                                             | Joaquim Floriano de Godói                                          | 1873                    | 1889                    | Partido Conservador     |                                                        | [ 118 ] [ 119 ]                 |
|                                             | José Bonifácio de Andrada e Silva                                  | 1879                    | 1886                    | Partido Liberal         | faleceu no exercício do cargo em 26 de outubro de 1886 | [ 120 ] [ 121 ]                 |
|                                             | Rodrigo Augusto da Silva                                           | 1888                    | 1889                    | Partido Conservador     |                                                        | [ 122 ]                         |
|                                             | João da Silva Carrão                                               | 1880                    | 1888                    | Partido Liberal         | faleceu no exercício do cargo em 4 de junho de 1888    | [ 123 ] [ 124 ] [ 125 ]         |
| Província de São Pedro do Rio Grande do Sul |                                                                    |                         |                         |                         |                                                        |                                 |
|                                             | Henrique Francisco d'Ávila                                         | 1885                    | 1889                    | Partido Liberal         |                                                        | [ 126 ]                         |
|                                             | Gaspar da Silveira Martins                                         | 1880                    | 1889                    | Partido Liberal         |                                                        | [ 127 ] [ 128 ] [ 129 ]         |
|                                             | José Antônio Correia da Câmara 2.° Visconde de Pelotas             | 1880                    | 1889                    | Partido Liberal         |                                                        | [ 130 ] [ 131 ] [ 132 ]         |
| Província de Sergipe                        |                                                                    |                         |                         |                         |                                                        |                                 |
|                                             | Antônio Dias Coelho e Melo Barão de Estância                       | 1885                    | 1889                    | Partido Liberal         |                                                        | [ 133 ] [ 134 ]                 |